# دنيا نوار
دنيا نوار (مواليد القرن 20)، هي صحفيّة وإعلاميّة مغربيّة. وُلدت بمدينة طنجة ونشأت وترعرعت هناك قبلَ أن تنتقلَ في وقتٍ ما لدولة فرنسا حيثُ بدأت مشوارها المهني كإعلاميّة قبل أن تُصبح مقدمة برامج تلفزيونيّة على شاشة قناة فرانس 24.

## المسيرة المهنيّة
بدأت دنيا مشوارها الإعلامي في إذاعة مونت كارلو الدوليّة الناطقة باللّغة العربية والتي تتخذ من العاصمة باريس مقرًا لها حيثُ كانت تُقدم فقرة النشرة الرياضية حتى عام 2013. تعرّف عليها الجمهور لأوّل مرة حينما انتقلت للعمل في قناة فرانس 24 كمقدمة برامج ثانويّة ثمّ اكتسبت ثقة القناة شيئًا فشيئًا حتى صارت مسؤولة عن تقديم عددٍ من برامج القناة الفرنسية الناطقة باللّغة العربية بما في ذلكَ برنامج «النّقاش المغاربي» وكذا برنامج «تذكرة عودة» كما تُقدم الصحفيّة بينَ الفينة والأخرى نشرات الأخبار على رأس الساعة.